# David Albelda
David Albelda Aliqués, né le 1er septembre 1977 à Puebla Larga, est un footballeur international espagnol reconverti en entraîneur.
Il passe la majeure partie de sa carrière dans le club de Valence, dont il est le capitaine. Champion d'Espagne à deux reprises, il remporte également la Coupe UEFA en 2004. Médaillé d'argent aux Jeux olympiques de 2000, David Albelda compte 51 sélections en équipe d'Espagne. Avec la « Selección », il a notamment pris part à deux Coupes du monde, en 2002 et 2006.

## Biographie

### Valence CF

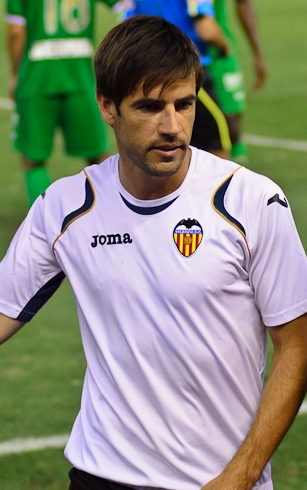
David Albelda à Valence en 2012

David Albelda fait ses débuts dans l'équipe B du Valence CF. En 1996-1997, il part en prêt à Villarreal, qui évolue alors en 2e division. Il dispute sa première rencontre dans le championnat d'Espagne en mars 1998 sous les couleurs de Valence. La saison suivante, il est de nouveau prêté au Villarreal CF et dispute 35 matches de « Primera División ». Lors de son retour à Valence, l'entraîneur Héctor Cúper l'associe à Rubén Baraja au milieu du terrain. Valence s'incline par deux fois en finale de la Ligue des champions en 2000 et 2001. Albelda est nommé capitaine après le départ de Gaizka Mendieta. Sous la direction de Rafael Benítez, le club remporte le championnat d'Espagne en 2002. Fin 2003, Albelda prolonge son contrat jusqu'en 2010. Valence remporte de nouveau le championnat en 2004, et s'adjuge également la Coupe UEFA et la Supercoupe de l'UEFA.
En juin 2007, il signe une nouvelle prolongation de contrat avec Valence. Le club est éliminé de la Ligue des champions 2007-2008 en terminant dernier de sa poule lors de la phase de groupe et connaît également des difficultés en championnat. En décembre, Ronald Koeman décide d'écarter trois de ses joueurs les plus expérimentés, Albelda, Miguel Ángel Angulo et le gardien Santiago Cañizares. Les joueurs se disent choqués par leur mise à l'écart, alors que l'entraîneur néerlandais estime qu'il doit s'appuyer sur des éléments plus jeunes pour redresser la situation du club,. En avril, à la suite du départ de Koeman, il est réintégré dans l'équipe par Salvador González Marco. En 2011 sous les ordres d'Unai Emery, il devient le capitaine emblématique de l'équipe Ché. Véritable légende de Mestalla, il prolonge son contrat le 16 février 2012 de 1 an, jusqu'en juin 2013. Il affirme « vouloir continuer jusqu'à ce que le corps ne suive plus ». Lors d'un match contre le Rayo Vallecano, Albelda alors dans les tribunes, se voit dédié une banderole dans les tribunes de Mestalla où est inscrit « Albelda, siempre capitán » traduit par « Albelda, toujours capitaine ». Le 12 mai 2012, contre la Real Sociedad, il entre un peu plus dans l'histoire du club Che en disputant son 334e match de championnat avec le Valence CF et surtout en étant le joueur à avoir remporté le plus de matchs. Le 5 décembre 2012, il dispute face à Lille son 100e match européen, tous effectués sous les couleurs du FC Valence. Le 1er février 2013, il annonce qu'il quitte son club de cœur à la fin de la saison 2013 après 15 ans passés avec les pensionnaires de Mestalla. «  À 95 %, je ne continuerai pas à Valence ». Des doutes planent alors sur sa possible fin de carrière à 35 ans. Ce qu'il écarte cependant.
De nombreux hommages lui sont alors rendus comme celui de Roberto Soldado, vice capitaine du club, qui dans une interview accordée à EFE, a rendu hommage à David Albelda qui quittera Valence à la fin de la saison après 15 ans de bons et loyaux services. : « David est une légende vivante de ce club, un des plus grands. Il a gagné des titres nationaux et internationaux avec Valence. C’est un exemple à suivre. Moi qui suis valencian, c’est une énorme fierté d’être l’un des capitaines de ce club. J’espère pouvoir porter ce brassard encore longtemps et connaître le même succès que David ici. » Alors qu'il comptait encore offrir ses services au club s'il en avait besoin, la direction, après une réunion d'à peine 20 minutes, a annoncé qu'aucune proposition de prolongation de contrat n'a été soumise au capitaine du club. Miroslav Đukić, le nouvel entraîneur du club (2013), explique son choix : « Voir Albelda sur le banc, ça ne me plaît pas ». En signe de reconnaissance, le numéro 6 du club a été retiré à la suite de la mort de la légende du club Antonio Puchades et du retrait de l'éternel capitaine du club David Albelda.
Après sa retraite, il commente parfois des matchs de Valence CF pour la chaîne de radio COPE.

### En équipe nationale
David Albelda prend part à la Coupe du monde des moins de 20 ans en 1997. Durant le tournoi, il inscrit un but face au Costa Rica. Il est titulaire et joue tous les matches de sa sélection lors du tournoi de football des Jeux olympiques 2000. La sélection espagnole, composée entre autres de Carlos Marchena, Miguel Ángel Angulo et Raúl Tamudo, atteint la finale et s'incline aux tirs au but face au Cameroun.
En septembre 2001, José Antonio Camacho l'appelle pour la première fois en sélection à l'occasion d'un match qualificatif pour la Coupe du monde 2002 face au Liechtenstein. Retenu pour disputer le tournoi, il joue le match face à l'Afrique du Sud lors du premier tour, ainsi que le 8e de finale opposant l'Espagne à la république d'Irlande.
Iñaki Sáez le sélectionne pour disputer le championnat d'Europe 2004. Albelda prend part aux trois matches de sa sélection, face à la Russie, la Grèce, et le Portugal.
Il fait partie de la liste de 23 joueurs établie par Luis Aragonés en vue de la Coupe du monde 2006. Lors du premier tour, il entre en jeu en seconde période face à l'Ukraine et est titulaire face à l'Arabie saoudite.
David Albelda compte 51 sélections en équipe d'Espagne.

### Entraîneur
En 2020, il parvient à faire monter l'Atzeneta UE en Segunda División B.

## Palmarès
- Valence CF :
  - Vainqueur de la Supercoupe de l'UEFA en 2004 ;
  - Vainqueur de la Coupe UEFA en 2004 ;
  - Champion d'Espagne 2002 et 2004.
  - Vainqueur de la Coupe d'Espagne en 2008 ;
  - Vainqueur du Trophée Naranja en 1996, 2001, 2002, 2003, 2006, 2008, 2009, 2010 , 2011 et 2012
  - Finaliste de la Ligue des champions en 2000 et 2001 ;

- Équipe d'Espagne :
  -  Médaillé d'argent aux Jeux olympiques de 2000.